# 올레크 샤토프
올레크 알렉산드로비치 샤토프(러시아어: Олег Александрович Шатов, Oleg Aleksandrovich Shatov, 1990년 7월 29일, 러시아 SFSR 니즈니타길 ~ )는 FC 우랄 예카테린부르크에서 뛰는 러시아의 축구 선수다.
샤토프는 2007년 우랄 스베르들롭스크 오블라스티 소속으로 러시아 퍼스트 디비전에서 첫 프로 데뷔전을 치렀다. 또한 그는 스페인과 아이슬란드와 친선전에서 러시아 축구 국가대표팀 데뷔전을 치렀고, 아이슬란드전에서 팀의 두번째 골을 넣으며, 팀의 2-0 승리에 기여를 하였다. 2014년 FIFA 월드컵에 출전하였다.